# 普廖拉
普廖拉（義大利語：Priola），是意大利库内奥省的一个市镇。总面积27平方公里，人口753人，人口密度27.9人/平方公里（2009年）。ISTAT代码为004177。